# Normanville (Eure)
Normanville ist eine französische Gemeinde mit 1164 Einwohnern (Stand 1. Januar 2022) im Département Eure in der Region Normandie; sie gehört zum Arrondissement Évreux und zum Kanton Évreux-2. Die Einwohner nennen sich Normanvillais und Normanvillaises.

## Geografie
Der Fluss Iton fließt durch Normanville. Die Gemeinde liegt an der Route nationale 154 und etwa 6 Kilometer nördlich von Évreux.

## Geschichte
1225 wurde Normanville von Ludwig VIII. als Lehen an Simon de Poissy vergeben. Im 15. Jahrhundert ging das Lehen an die Familie Melun über. Charles de Melun († 22. August 1468) war Baron de Normanville et des Landes und Vogt von Evreux. Er wurde von König Ludwig XI. zum Großmeister von Frankreich ernannt. Er wurde von Jean de La Balue des Hochverrats beschuldigt, verurteilt und in Le Petit-Andely geköpft.
1811 wurde Caër eingemeindet.
| Jahr      | 1793 | 1846 | 1881 | 1936 | 1968 | 1975 | 1982 | 1999  | 2007  | 2017  |
| --------- | ---- | ---- | ---- | ---- | ---- | ---- | ---- | ----- | ----- | ----- |
| Einwohner | 164  | 359  | 262  | 176  | 305  | 630  | 790  | 1.255 | 1.108 | 1.073 |

Am wenigsten Einwohner hatte Normanville 1936 (176). Ab den 1970er Jahren wuchs die Gemeinde.

## Sehenswürdigkeiten
In der Pfarrkirche Saint-Gaud aus dem 13. Jahrhundert befinden sich eine als Monument historique denkmalgeschützte steinerne Statue aus dem 17. Jahrhundert und eine Erinnerungstafel von 1598, die von Simon Michellet, der als Yves d’Évreux bekannt wurde, gestiftet wurde. Das Altarretabel wurde 1531 gefertigt und später aus einer anderen Kirche nach Normanville verbracht. Er wurde 1906 als Monument historique eingestuft.

## Wirtschaft
Auf dem Gemeindegebiet gelten geschützte geographische Angaben (IGP) für Schweinefleisch (Porc de Normandie), Geflügel (Volailles de Normandie) und Cidre (Cidre de Normandie und Cidre normand).

## Persönlichkeiten
- Yves d’Évreux (1577–1632/1633), Historiker und Forscher
- François-Louis Gand Le Bland Du Roullet (1716–1786), Diplomat und Autor von Theaterstücken und Libretti